# 串本駅

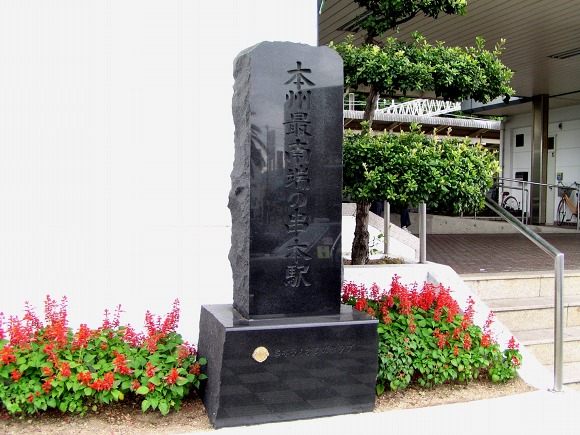
駅前にある「本州最南端」の碑（2005年8月）

串本駅（くしもとえき）は、和歌山県東牟婁郡串本町串本にある、西日本旅客鉄道（JR西日本）紀勢本線（きのくに線）の駅である。事務管コードは▲622053。
本州および近畿地方と和歌山県、またJR西日本管轄の駅で最も南に位置する駅である。串本町の中心部にあり、特急「くろしお」を含む全列車が停車する。また、普通列車には当駅で折り返すものがある。

## 歴史
- 1936年（昭和11年）12月11日：国有鉄道紀勢中線下里駅 - 当駅間延伸に伴い開業する[1][3]。当初は終着駅であった。
- 1940年（昭和15年）8月8日 - 紀勢西線江住駅 - 当駅、新宮駅 - 紀伊木本駅（現・熊野市駅）間開通により途中駅になり、また紀伊木本駅（現・熊野市駅） - 和歌山駅（現・紀和駅）間が紀勢西線となったため紀勢西線の駅となる[1]。
- 1959年（昭和34年）7月15日：三木里駅 - 新鹿駅間開通で紀勢本線が全通し新たに亀山駅 - 和歌山駅（現・紀和駅）間が紀勢本線とされると共に、当駅も紀勢本線の駅となる[1]。
- 1975年（昭和50年）4月10日：貨物の取り扱いを廃止[3]。
- 1979年（昭和54年）12月11日：現在の駅舎が竣工する[4]。
- 1985年（昭和60年）3月14日：荷物扱い廃止[3]。
- 1987年（昭和62年）4月1日：国鉄分割民営化により西日本旅客鉄道の駅となる[1][3]。
- 2012年（平成24年）6月1日：地区駅長制度導入により、地区駅長が配置される。
- 2016年（平成28年）12月17日：ICカード「ICOCA」の利用が可能となる[5]。
- 2021年（令和3年）
  - 5月17日：この日をもってみどりの窓口が営業を終了[6]。
  - 5月18日：みどりの券売機プラスの利用を開始[6]。

## 駅構造
単式ホーム1面1線と島式ホーム1面2線、合計2面3線のホームを有する地上駅である。単式ホーム（1番のりば）に接して駅舎があり、島式の2・3番のりばへは跨線橋で連絡している。現在の駅舎は近代的なコンクリート造りのもので、1979年（昭和54年）に竣工した。
直営駅であり、新宮駅（管理駅）傘下の地区駅として地区駅長が配置されている。以前はみどりの窓口が設置されていたが現在は廃止され、みどりの券売機プラスに置換わっている。自動改札機は設置されていないが、自動券売機は設置されている。駅レンタカーの営業を行っているほか、串本町の観光案内所も設置されており、レンタサイクルの営業を行っている。
島式ホームの3番のりば側の線路脇には「本州最南端の駅」の立て札があり、駅前にも「本州最南端の駅」の碑がある。駅前には他に橋杭岩のモニュメントなどもある。トイレは、改札外に設置されている。

### のりば
| のりば | 路線       | 行先                         | 備考     |
| ------ | ---------- | ---------------------------- | -------- |
| 1      | きのくに線 | 紀伊田辺・和歌山・新大阪方面 |          |
| 2      | きのくに線 | 紀伊田辺・和歌山方面         | 一部列車 |
| 2      | きのくに線 | 紀伊勝浦・新宮方面           | 一部列車 |
| 3      | きのくに線 | 紀伊勝浦・新宮方面           |          |

下り本線は1番のりば、上り本線は3番のりばである。

中線である2番のりばは一部の普通列車が特急の接続待ちで使うほか、当駅で折返す普通列車の発着に使われる。なお、当駅止まりとなる新宮方面からの最終列車は1番のりばに到着して夜間滞泊を行い、翌朝当駅始発の紀伊田辺方面行き初発列車として1番のりばを発車する。

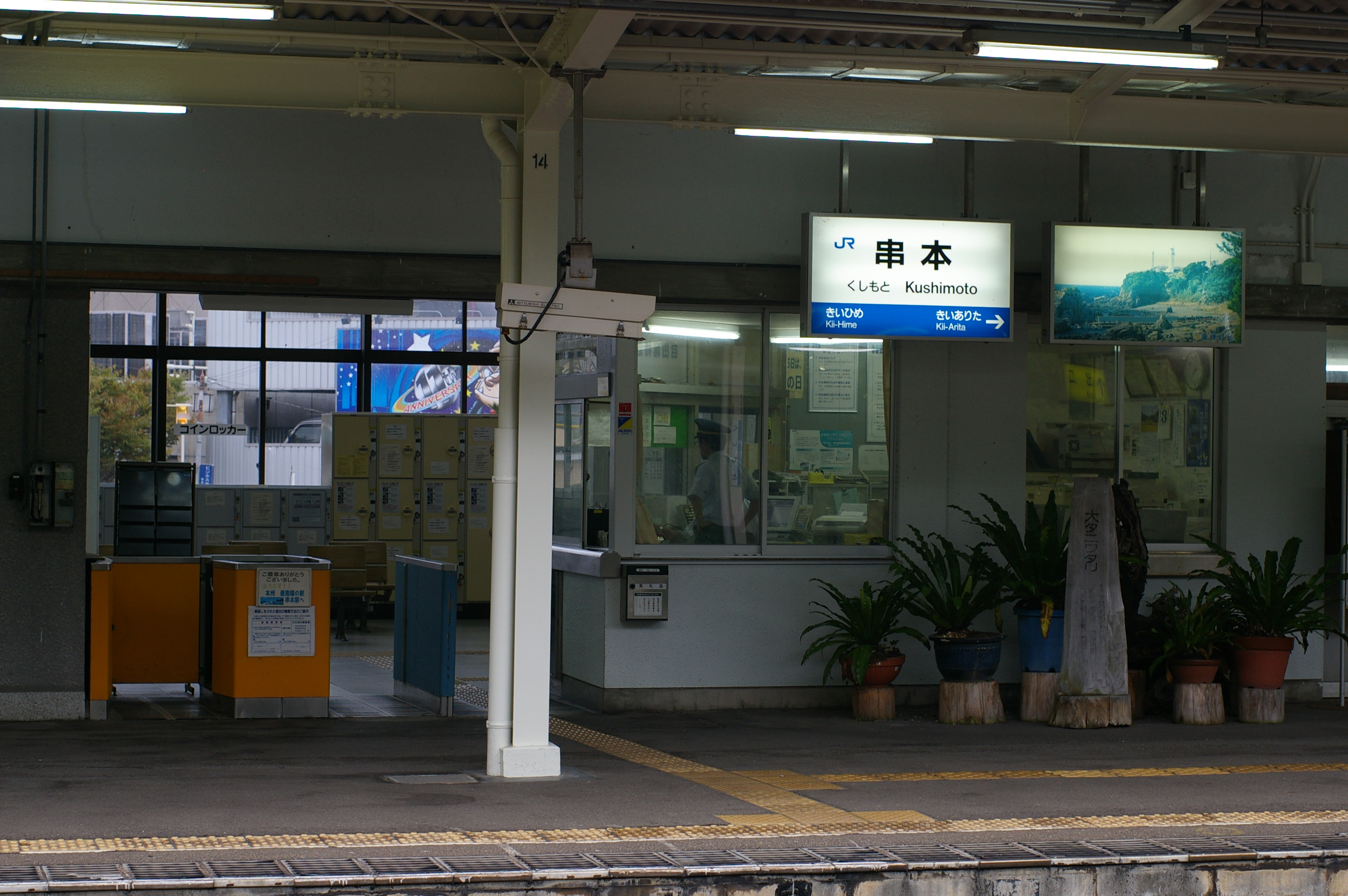
駅名標とホームから見た駅舎内（2009年9月）
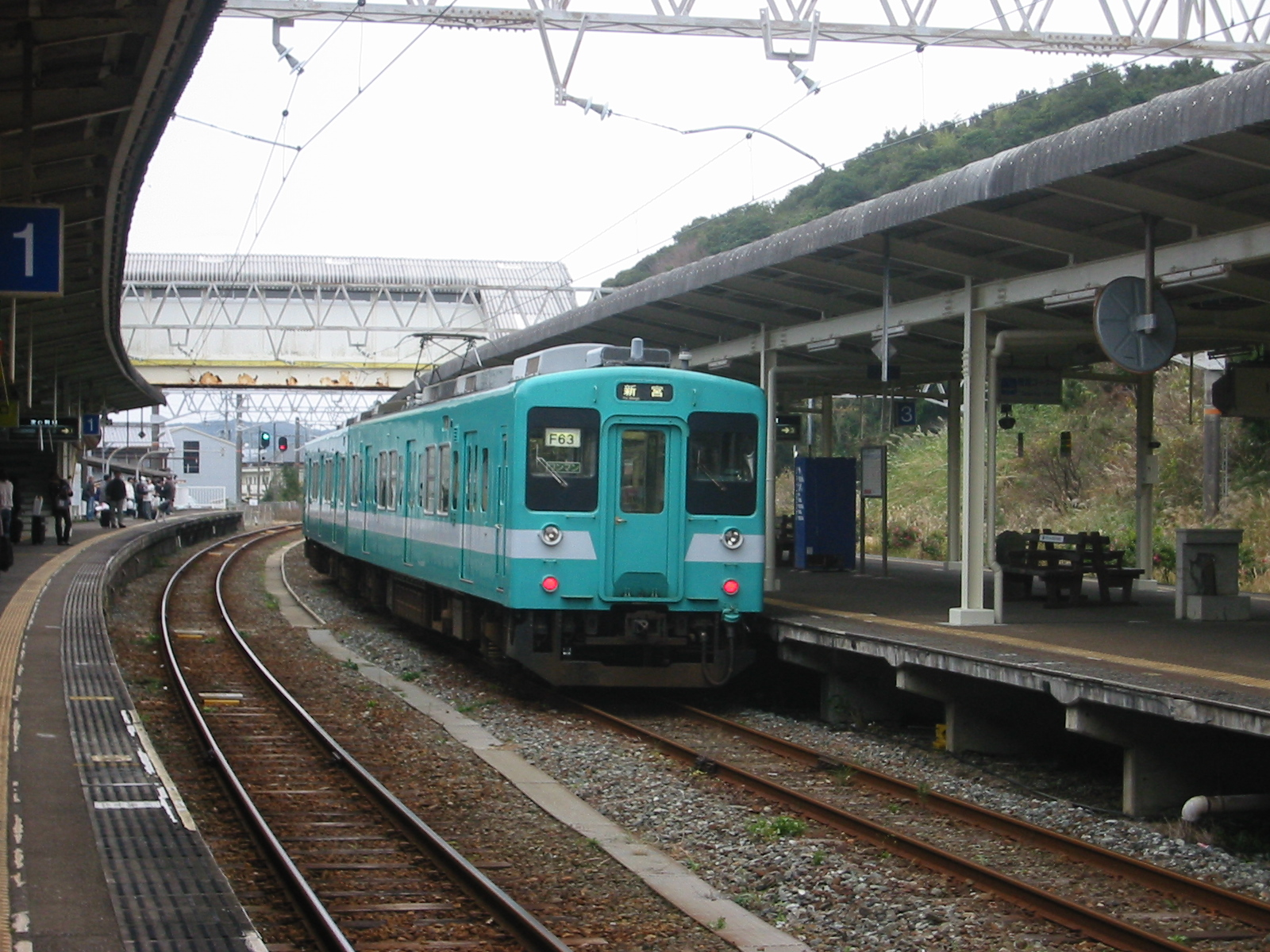
ホーム（2007年1月）
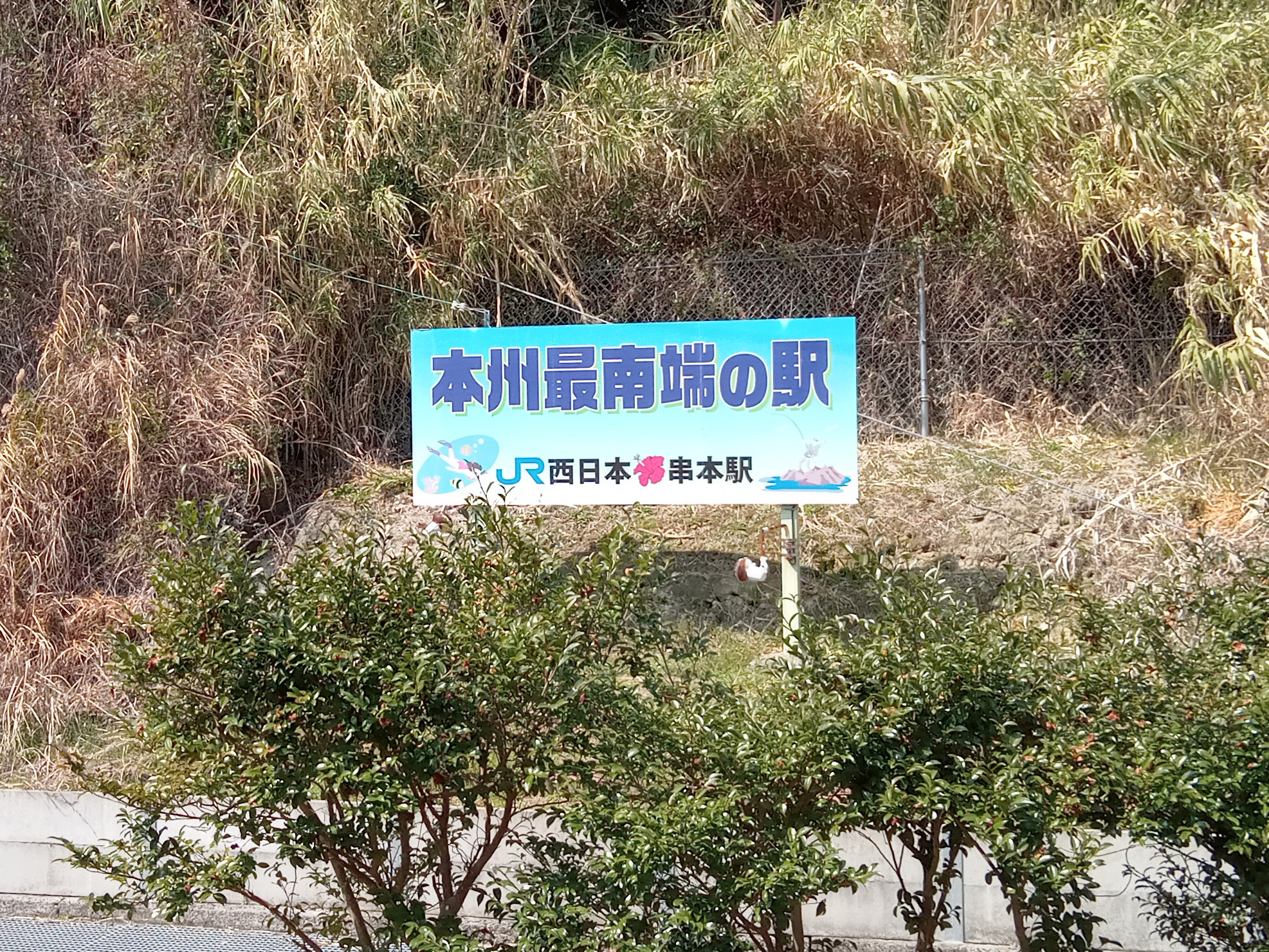
ホーム脇に建てられた「本州最南端」を示す看板（2022年3月）

## 利用状況
近年の1日平均乗車人員は以下の通り。
| 年度               | 1日平均 乗車人員 |
| ------------------ | ---------------- |
| 1998年（平成10年） | 753              |
| 1999年（平成11年） | 746              |
| 2000年（平成12年） | 678              |
| 2001年（平成13年） | 621              |
| 2002年（平成14年） | 568              |
| 2003年（平成15年） | 519              |
| 2004年（平成16年） | 501              |
| 2005年（平成17年） | 470              |
| 2006年（平成18年） | 481              |
| 2007年（平成19年） | 441              |
| 2008年（平成20年） | 417              |
| 2009年（平成21年） | 399              |
| 2010年（平成22年） | 405              |
| 2011年（平成23年） | 333              |
| 2012年（平成24年） | 344              |
| 2013年（平成25年） | 370              |
| 2014年（平成26年） | 398              |
| 2015年（平成27年） | 390              |
| 2016年（平成28年） | 341              |
| 2017年（平成29年） | 354              |
| 2018年（平成30年） | 335              |
| 2019年（令和元年） | 328              |
| 2020年（令和02年） | 213              |
| 2021年（令和03年） | 195              |
| 2022年（令和04年） | 217              |
| 2023年（令和05年） | 250              |

## 駅周辺
周辺は串本の中心街となっているほか、串本だけでなく付近一帯の観光スポットへの公共交通の便の大半が駅前に集約されていることから、観光拠点として機能している。串本町の役場を始めとして県の出先機関や学校などある。なお、当駅を出た和歌山方面列車が最初に通過する短いトンネルの当駅寄りの入口付近が本州最南端の線路となっている。
- 串本町役場
- 串本警察署
- 串本郵便局
- 串本海上保安署
- 串本町立串本小学校
- 串本町立串本中学校
- 串本町消防本部
- くしもと町立病院
- 和歌山地方法務局田辺支局串本出張所
- 和歌山県立串本古座高等学校
- 串本町文化センター
- 串本町図書館
- 串本町立体育館
- 串本町立橋杭小学校
- 串本橋杭海水浴場
- 串本応挙芦雪館
- 橋杭岩
- 潮岬
- 串本海中公園
- 紀伊大島
- 湯の花温泉
- 串本温泉
- オークワ串本店
- ワークショップトータル 串本店
- コースト21店
- ハローワーク串本（[新宮公共職業安定所 串本出張所）
- きのくに信用金庫 串本支店

## バス路線
串本町コミュニティバス、古座川町ふるさとバス、熊野御坊南海バスの路線が発着する。
このうち、串本町コミュニティバスは、熊野交通（現・熊野御坊南海バス）紀伊勝浦駅以西のバス路線廃止に伴い、串本町が代替交通手段として導入したコミュニティバスである。また、串本町を越境する紀伊勝浦駅・太地駅及び江住駅までの直通バスは全廃となり、鉄道でのみ接続する。
- 串本町コミュニティバス - 「串本駅」停留所
  - 潮岬・出雲線[注 1]：潮岬観光タワー・出雲・串本町役場方面
  - 大島線[注 2]：串本町役場 / 大島港・樫野灯台口
  - 和深線[注 3]：串本町役場 / 和深駅前・雨島
- 古座川町ふるさとバス - 「JR串本駅」停留所
  - 本川線：松根
  - 小川線：田川
- 熊野御坊南海バス - 「串本駅」停留所
  - 白浜空港リムジンバス：南紀白浜空港 ※ 新宮駅行きのバスも停車するが、降車のみで乗車不可

このほか、串本海中公園無料シャトルバスも運行されている。
```
ホテル＆リゾーツ 和歌山 串本無料直通バスもある
```

## 隣の駅
※特急「くろしお」の隣の停車駅は、くろしお (列車)を参照。
西日本旅客鉄道（JR西日本）
 きのくに線（紀勢本線）
紀伊姫駅 - 串本駅 - 紀伊有田駅